# Matthew Walls
Matthew Walls MBE (ur. 20 kwietnia 1998 w Oldham) – brytyjski kolarz torowy i szosowy, mistrz olimpijski w omnium (2020), brązowy medalista igrzysk olimpijskich w madison (2020).

## Osiągnięcia

### Kolarstwo szosowe
Opracowano na podstawie:

2018
- 1. miejsce w klasyfikacji punktowej Flèche du Sud
  - 1. miejsce na 1. i 5. etapie
- 1. miejsce na 3. etapie À travers les Hauts-de-France

2019
- 2. miejsce w Arno Wallaard Memorial
- 2. miejsce w À travers les Hauts-de-France
  - 1. miejsce na 3. etapie
- 1. miejsce na 2. etapie Giro Ciclistico d’Italia

2021
- 1. miejsce na 4. etapie Tour of Norway
- 1. miejsce w Giro del Piemonte

### Kolarstwo torowe
Opracowano na podstawie:

2016
- 1. miejsce w mistrzostwach Europy juniorów (jazda drużynowa na dochodzenie)
- 1. miejsce w mistrzostwach Europy juniorów (madison)
- 3. miejsce w mistrzostwach świata juniorów (jazda drużynowa na dochodzenie)
- 2. miejsce w mistrzostwach świata juniorów (wyścig punktowy)

2017
- 1. miejsce w mistrzostwach Europy U23 (jazda drużynowa na dochodzenie)

2018
- 1. miejsce w mistrzostwach Europy (wyścig eliminacyjny)
- 1. miejsce w mistrzostwach Europy U23 (scratch)
- 1. miejsce w mistrzostwach Europy U23 (jazda drużynowa na dochodzenie)
- 1. miejsce w mistrzostwach Europy U23 (madison)

2019
- 1. miejsce w mistrzostwach Europy U23 (omnium)
- 1. miejsce w mistrzostwach Europy U23 (madison)

2020
- 3. miejsce w mistrzostwach świata (omnium)
- 1. miejsce w mistrzostwach Europy (wyścig eliminacyjny)
- 1. miejsce w mistrzostwach Europy (omnium)

2021
- 1. miejsce w igrzyskach olimpijskich (omnium)
- 2. miejsce w igrzyskach olimpijskich (madison)

## Rankingi

### Kolarstwo szosowe
| Rok             | 2018  | 2019 | 2020 | 2021 | 2022  | 2023  | 2024  |
| --------------- | ----- | ---- | ---- | ---- | ----- | ----- | ----- |
| World Ranking   | 1738. | 522. | -    | 272. | 2217. | 2149. | 2618. |
| UCI Europe Tour | 1142. | 400. | -    | 230. | 1395. | -     | -     |
|                 |       |      |      |      |       |       |       |
| Źródło: UCI     |       |      |      |      |       |       |       |